# Hatred
Hatred est un groupe allemand de power et thrash metal, originaire de Schweinfurt et Bamberg.

## Biographie
Le groupe est formé en 1998 par Mirko Endres au chant et Daniel Buld à la batterie. Steffen Lindner en est le guitariste en avril 1999. En juin et juillet 2000, il comprend Stefan Hofmann à la basse et Michael Lehnard comme deuxième guitare. En septembre, Matthias Mauer remplace Mirko Endres. Hatred donne son premier concert à Bad Neustadt an der Saale. Le groupe acquiert une expérience sur de nombreux événements plus petits et plus grands. Il apparaît notamment en compagnie de Tankard, Onkel Tom, Vendetta, Wizard ou Chinchilla.
Le groupe connaît son plus grand nombre de spectateurs avec sa présence au Earthshaker Fest en 2003 puis au Metalcamp en 2005 et 2006. Hatred partage la scène avec Six Feet Under, Ektomorf, Destruction et Sodom. Il est l'un des groupes de l'édition 2007 du festival irlandais Day of Darkness. L'attention persiste quand Hatred publie son premier disque, la démo Fractured. Les 500 premiers exemplaires sont vendus en un an et demi. Le premier album, Souless, sort en 2004. En novembre 2008, le groupe signe un contrat d'enregistrement avec le label indépendant Twilight-Vertrieb de Lübeck. Le deuxième album du groupe, Madhouse Symphonies, paraît et est distribué en Europe. Par ailleurs, Matthias « Bacchus » Mauer et Daniel « Evil Ewald » Buld fondent le festival Queens of Metal où sont présents les groupes les plus importants du label Nuclear Blast. En novembre 2009, Mosh Crüe, une reprise de (We are the) Moshcrew de l'album Madhouse Symphonies, devient le générique du jeu vidéo Brütal Legend en Allemagne.
À l'automne 2010, le groupe change de maison de disques. Avec SAOL, un label indépendant de Hanovre, il enregistre la suite de Madhouse Symphonies. Destruction Manual sort le 22 octobre 2010. Lorsque Daniel Buld quitte le groupe en mai 2012, il ne comprend plus de membre fondateur. Il continuera à jouer dans Paradox avec l'ancien guitariste Christian Münzner.
En 2015, Hatred annonce un nouvel album, War of Words. Le 18 mars, paraît un premier single Fuck The Zombie. Le 8 et 9 mai, il le présente au cours de deux concerts avec Cripper et Lost World Order. Peu après, le groupe signe avec MDD Records. L'album sort le 18 septembre.

## Discographie
- 2002 : Fractured (démo)
- 2004 : Soulless (album)
- 2008 : Madhouse Symphonies (album)
- 2010 : Destruction Manual (album, SOAL)
- 2015 : War of Words (album, MDD Records)